# (9713) Œax
(9713) Œax est un astéroïde troyen jovien.

## Description
(9713) Œax est un astéroïde troyen jovien, camp grec, c'est-à-dire situé au point de Lagrange L4 du système Soleil-Jupiter. Il présente une orbite caractérisée par un demi-grand axe de 5,178 UA, une excentricité de 0,054 et une inclinaison de 4,2° par rapport à l'écliptique.

## Nom
Il est nommé en référence au personnage de la mythologie grecque Œax, fils de Nauplios, acteur du conflit légendaire de la guerre de Troie. Le nom de l'astéroïde était orthographié « Oceax » (avec un c) au lieu de « Oeax » (sans c ; le nom correct du personnage mythologique en anglais) tant dans l'annonce officielle du nom que dans la citation de nommage correspondante, sans explication. Ce nom a été officiellement corrigé le 25 juillet 2022 dans le WGSBN Bulletin 2, #10.

## Compléments